# Blue space

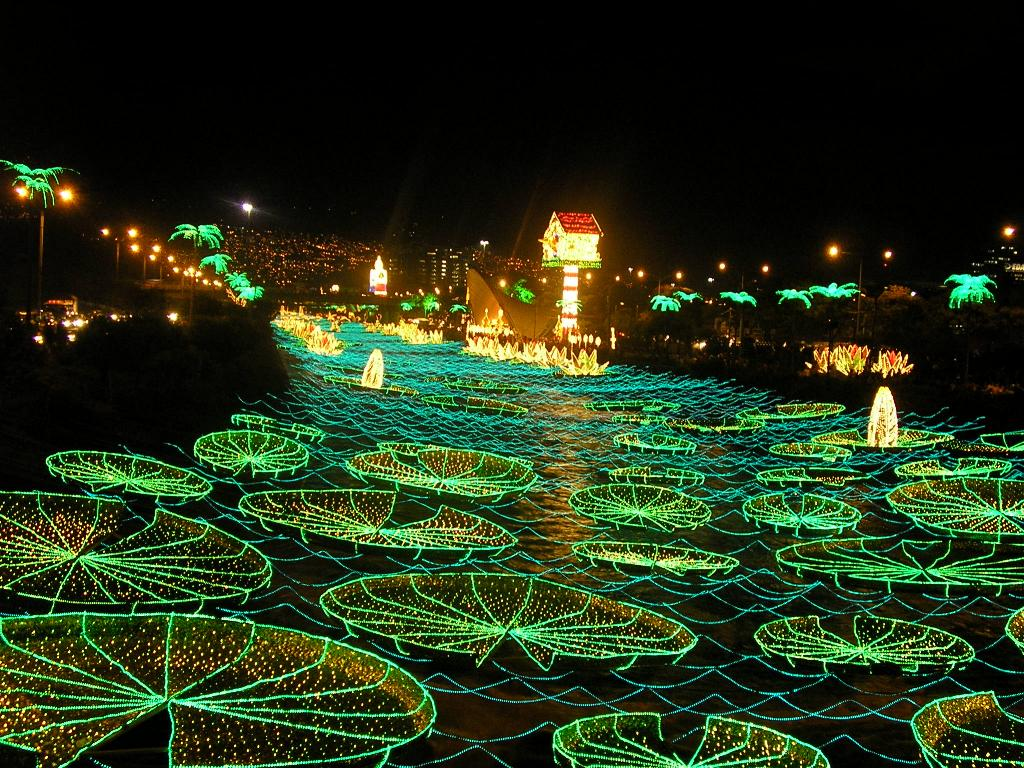
Ett exempel på blue space, ett bild från Medellín i Colombia december 20004.

Blue space är inom stadsplanering och stadsdesign det område som berör sjöar och vattendrag. Tillsammans med grönområden (parker, trädgårdar etc.) kan de hjälpa med att minska riskerna för värmerelaterade hälsoproblem från en urban värmeö. Många städer har geografiskt naturliga sjöar och vattendrag på grund av deras historiska geopolitiska betydelse, exempelvis Themsen i London.